# Монастир Діонісія
40°10′04.88″ пн. ш. 24°16′25.91″ сх. д. / 40.1680222° пн. ш. 24.2738639° сх. д.
Монастир Діонісія (грец. Μονή Διονυσίου) — грецький чоловічий православний монастир на Святій горі Афон, займає у святогірській ієрархії п'яте місце. Розташований на південно-західній стороні півострова Айон-Орос.

## Історія
Монастир Діонісія заснований в 14 столітті ченцем, на ім'я Діонісій Корісос. Від імені ченця походить назва обителі. Хрисовул для заснування монастиря був випущений в 1374 році трапезундським імператором Олексієм III Комніним, який фінансував будівництво. Цей імператорський указ досі зберігається в монастирі.
Монастир побудований на західному узбережжі півострова Айон-Орос, на високій скелі над морем. В 1520 році була побудована оборонна башта висотою 25 метрів. Проте У 1535 року монастир був майже повністю знищений пожежею. Відновлення почалося швидко, зокрема католікон був перебудований в 1547 році і прикрашений майстром Цортісом, представником знаменитої, так званої, критської школи. Впродовж 18 століття створено золотий іконостас, навколо головного храму споруджено кілька каплиць.
Нині в монастирі живуть 50 монахів. Бібліотека монастиря містить 804 рукописи і понад 4 000 друкованих книг. Найдавніший рукопис, датований 9 століттям — Афонський кодекс Діоніса.